# Alenia C-27J Spartan
L'Alenia C-27J Spartan è un aereo da trasporto tattico di classe media. Il C-27J è una versione avanzata e aggiornata del G.222 (C-27A nell'USAF) prodotta da Leonardo (nome assunto da Finmeccanica dal 2017) precedentemente Alenia Aeronautica, con sistemi e motori Rolls Royce AE 2100-D2A 4,637 SHP ciascuno, simili a quelli del C-130J Super Hercules della Lockheed Martin. Inizialmente fu prodotto in collaborazione da Alenia Aeronautica e Lockheed Martin unite sotto la sigla LMATTS (Lockheed Martin/Alenia Tactical Transport Systems). La designazione del velivolo è stata mutuata da quella dei 10 G.222 acquisiti dalla United States Air Force nel 1990 come C-27A Spartan.
Il C-27J è stato acquistato oltre che dall'Aeronautica Militare Italiana anche dalle forze armate statunitensi (ove vengono impiegati, oltre che presso lo Special Operation Command dell’Esercito, anche presso la Guardia Costiera), Azerbaigian, di Australia, Grecia, Bulgaria, Lituania, Messico, Marocco, Romania, Kenya, Ciad, Perù, Slovacchia, Zambia, Slovenia e di un altro paese al momento non annunciato.

## Tecnica

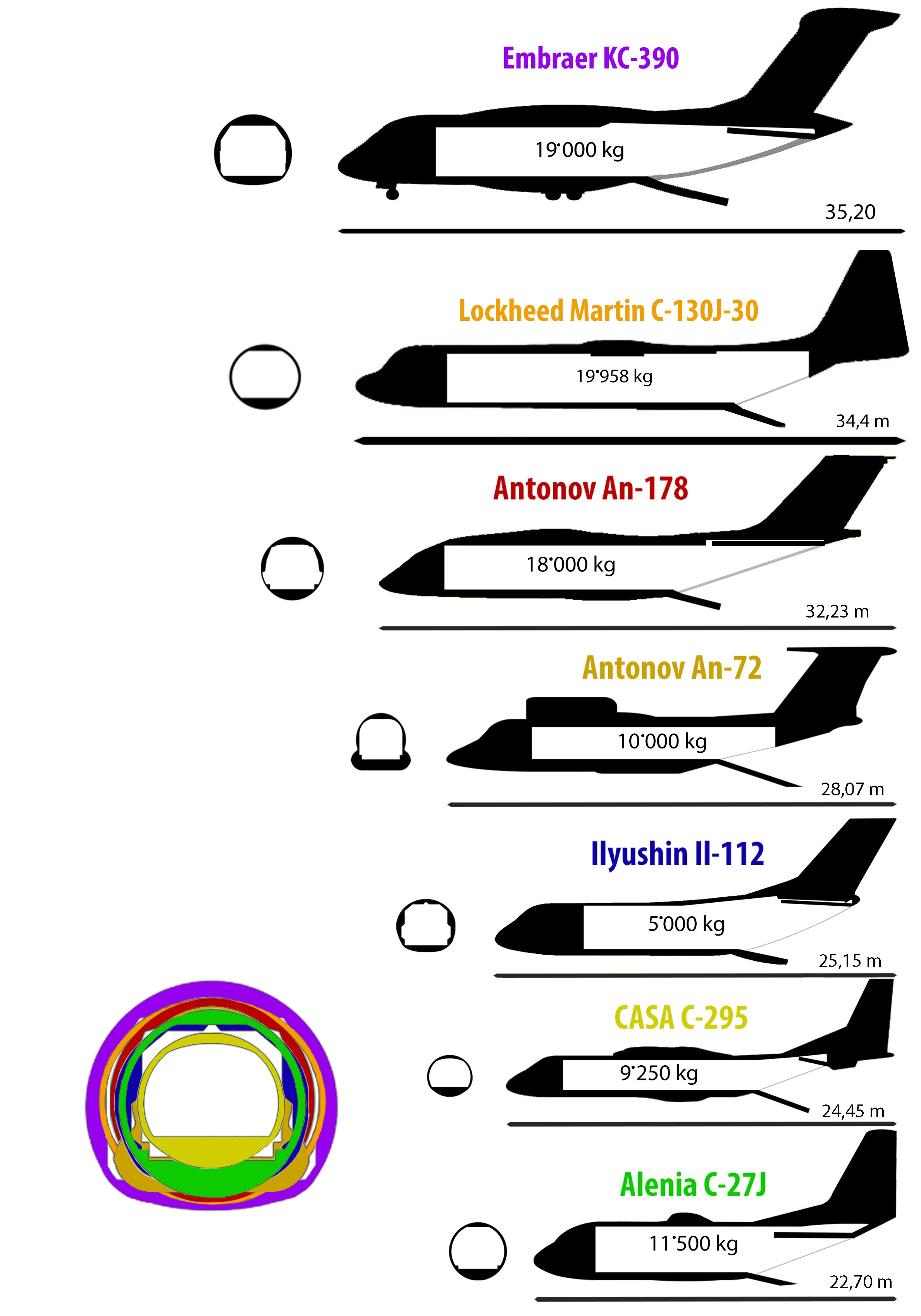
Confronto del C-27J con altri aerei cargo

Rispetto al G.222 questo aeroplano presenta un peso massimo al decollo sensibilmente aumentato (da 28.000 kg a 31.800 kg), grazie anche alla nuova e più potente motorizzazione, pressoché identica a quella del C-130J (con eliche a scimitarra Dowty R-391), ed una suite avionica anch'essa installata sul C-130J: infatti, in fase di progettazione, è stato deciso di avere una forte intercambiabilità di parti tra i due velivoli, con un valore finale del 65%.

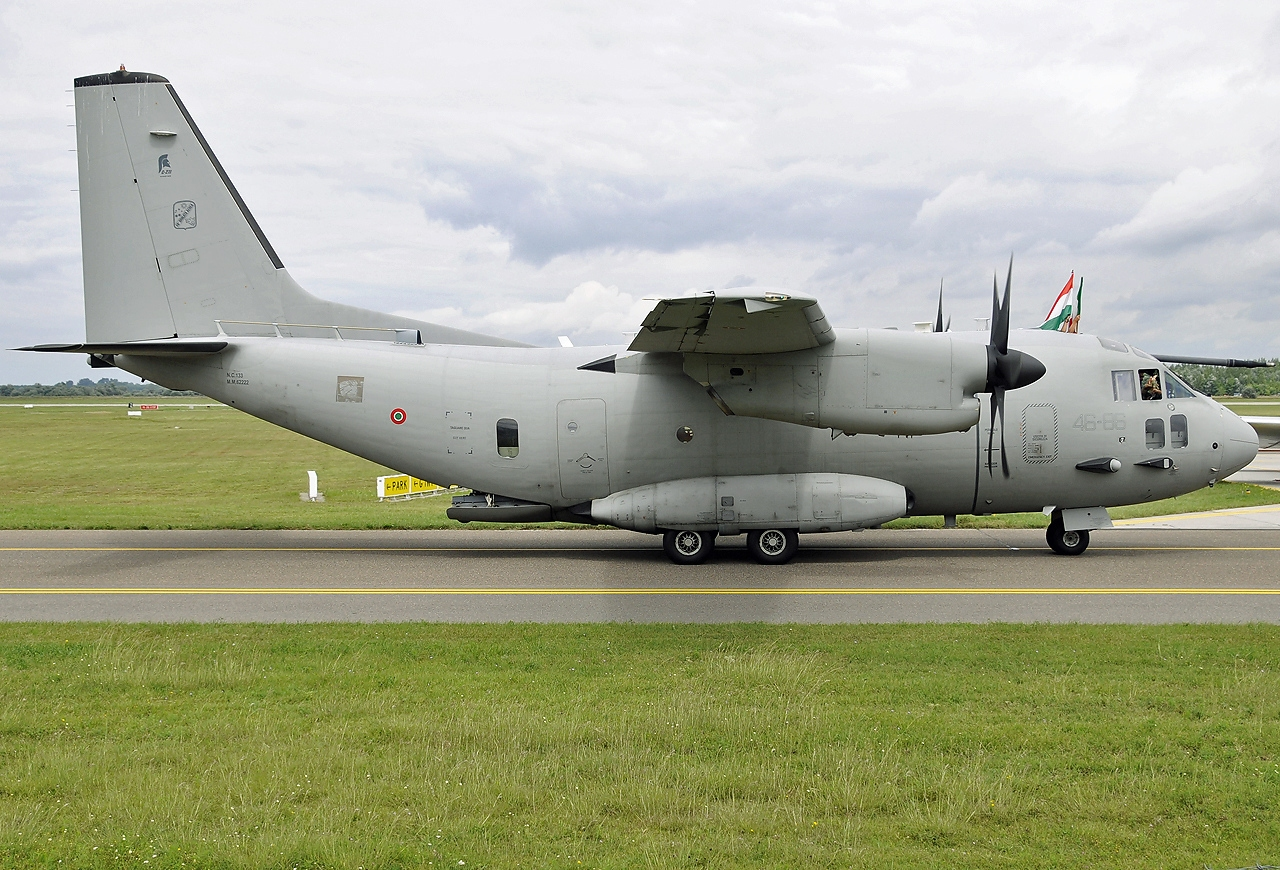
Alenia C27J Spartan dell'Aeronautica Militare italiana.

Il carrello del C-27J è ad assetto variabile, per facilitare le operazioni di carico.
La versione ordinata dall'Aeronautica Militare è tra le più ricche, con strumentazione che comprende HUD, suite di autoprotezione che include sistemi per la difesa passiva contro missili terra-aria, sonda per rifornimento in volo.
Il C-27J è in grado di trasportare fino a 46 paracadutisti con equipaggiamento leggero o 34 completamente equipaggiati o fino ad un massimo di 60 soldati (36 barelle + 6 assistenti in configurazione MEDEVAC - evacuazione medica), mentre per la lotta agli incendi è possibile lanciare fino a 6 contenitori del sistema “Guardian” per un totale di 6.000 litri. L'aereo può altrimenti imbarcare fino ad 11,5 tonnellate di materiali. La sezione del vano di carico misura 2,60 m in altezza e 3,33 m in larghezza con capacità di un carico massimo di 4.900 kg\m2 per tutta la sua lunghezza.
Il velivolo viene costruito negli stabilimenti Leonardo di Torino-Caselle.
Questo aeromobile è inoltre l'unico della sua categoria in grado di effettuare vere e proprie manovre acrobatiche come looping e tonneau. Il 19 luglio 2011 con equipaggio del Reparto Sperimentale di Volo dell'Aeronautica Militare composto dai piloti maggiore Severino De Luca e maggiore Francesco Ferreri e dal tecnico primo maresciallo Ugo Sabeni, il C-27J Spartan è stato premiato per l'esibizione al RIAT 2011 di Fairford con i trofei As the Crow Flies per la migliore presentazione in volo e Douglas Bader per la miglior presentazione solista.
Nel luglio del 2015 Alenia Aermacchi ha annunciato di aver completato i test di volo per l'installazione di winglets che comportano un aumento delle prestazioni nelle fasi di decollo per effetto dell'aumento del rapporto tra portanza e resistenza dell'ala.

## Impiego operativo

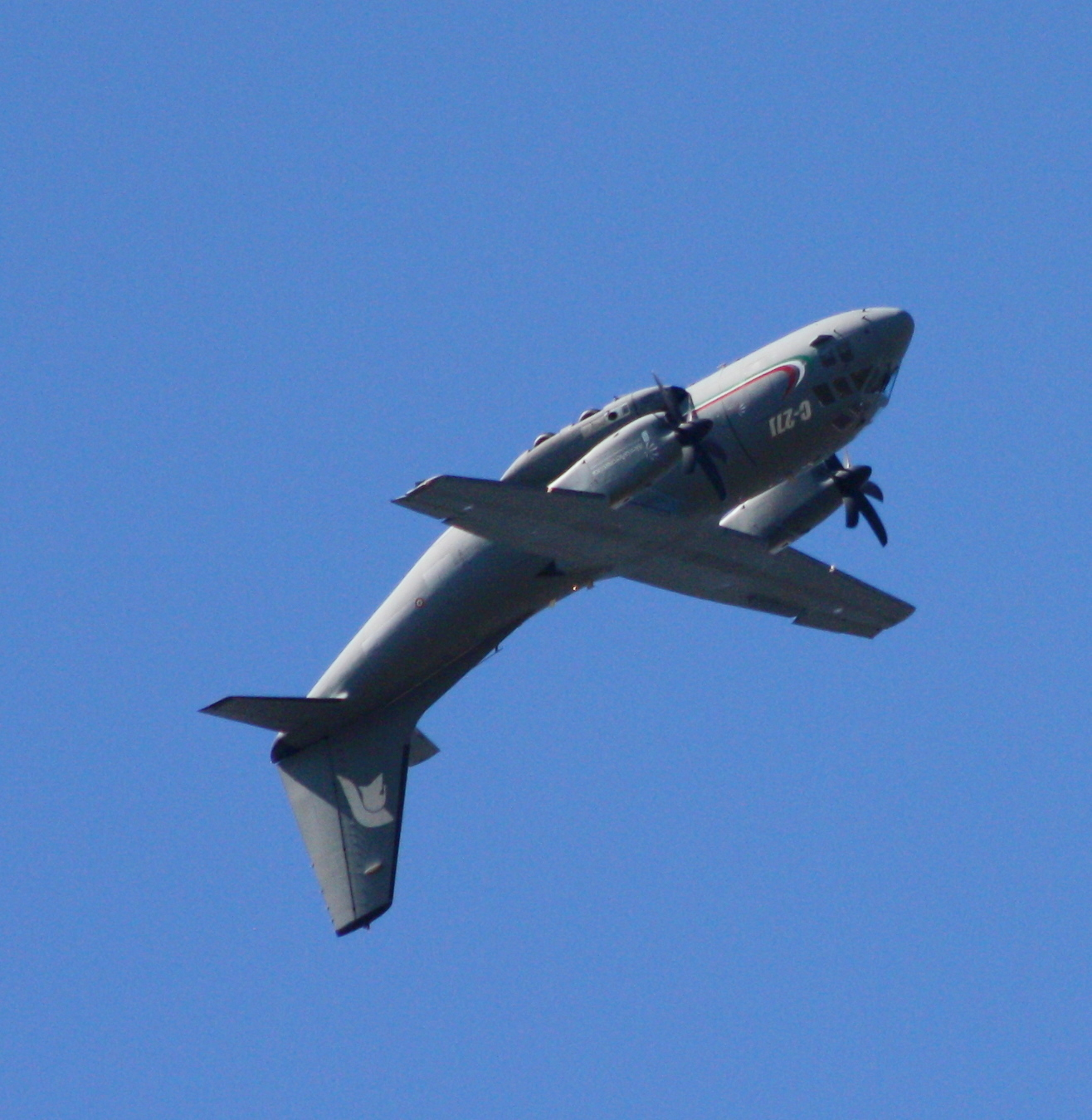
Un C-27 J mentre esegue un looping.

Lo Spartan è stato ordinato in 12 esemplari dall'Aeronautica Militare Italiana, in 8 esemplari (l'ordine iniziale era di 12 macchine) dalla Polemikí Aeroporía greca, in 3 esemplari dalla Karinės oro pajėgos lituana, in 3 esemplari (in origine l'ordine era di 5 macchine) dalla Bălgarski Voenno văzdušny sily bulgara, in 7 esemplari dalla Forțele Aeriene Române rumena e in 4 esemplari dalla Al-Quwwat al-Jawwiyya al-Malikiyya al-Maghribiyya marocchina. Il 13 giugno 2007 un comunicato stampa di Finmeccanica ha annunciato la vittoria della gara per la fornitura alle forze armate statunitensi di 55 C-27J (anche se è già stata concessa l'autorizzazione ad acquistarne fino a 78) per un valore di 2,04 miliardi di dollari. Si tratta della prima fase di un ampio progetto che dovrebbe portare in 10 anni alla consegna di più di 200 velivoli per un valore stimato di circa 6 miliardi di dollari. Tuttavia il nuovo governo di Barack Obama ha ridimensionato il numero dei velivoli, prima a 38, poi a 21.
Nel 2008 l'AFSOC (Air Force Special Operation Command) americano ipotizzò una versione modificata del C-27J da usare come cannoniera volante per sostituire gli AC-130U Spectre, in quanto le dimensioni minori lo avrebbero reso più adeguato al supporto delle forze speciali. Il nome di questa versione doveva essere AC-27J Stinger II. Con l'anno successivo, però, questa ipotesi venne accantonata e i fondi da utilizzare rimossi dal budget per l'anno 2010. L’US Army Special Forces Command sta utilizzando il velivolo per addestrare le proprie unità ad operazioni combinate e non è escluso che nel futuro i velivoli possano essere modificati per compiti di supporto tattico così come è accaduto per varie versioni del C-130.
Nel 2009 il Ghana decise di acquisire 4 C-27J in regime di Foreign Military Sales, le forniture dirette ai paesi stranieri da parte del Governo degli Stati Uniti. Essi avrebbero dovuto prima affiancare e successivamente sostituire i tre Fokker F27. Successivamente il paese africano ha deciso di acquistare 2 esemplari di CASA C-295 per ragioni economiche.
Nel 2011, 4 esemplari sono stati venduti alla Fuerza Aérea Mexicana. Inoltre altri 4 esemplari sono stati ordinati dalla Forza Aerea Peruviana, il primo dei quali è stato consegnato il 12 marzo 2015.
Il C-27J è stato anche selezionato dalla Vzdušné sily Slovenskej republiky slovacca e in seguito ordinato.
Il C-27J nel 2013 viene preso in considerazione dall'aeronautica militare del Canada e da diversi paesi dell'Europa Orientale, del Medio Oriente, dell'Africa e del Sud America.
Un C-27J opportunamente modificato è stato utilizzato per il controllo delle ceneri vulcaniche. L'apparato (LIDAR) sviluppato in collaborazione tra l'Aeronautica Militare Italiana, l'ENAC e il CNR è stato presentato nel gennaio del 2011. Operativamente è stato utilizzato per la prima volta il 14 gennaio 2011 durante l'eruzione dell'Etna. In caso di eruzione infatti il compito del C-27J sarà quello di fare una mappatura completa dell'aria per stabilire le zone di volo sicure.
Nel maggio 2012, dopo anni di voci e trattative il Dipartimento della Difesa australiano con un comunicato stampa, conferma l'acquisto da parte della Royal Australian Air Force di 10 esemplari dello Spartan. Il velivolo si affianca ai C-130J e C-17 già in servizio. Il meccanismo di vendita sarà quello delle Foreign Military Sales, ovvero con fornitura diretta da parte del governo USA e di L-3 Communications come prime contractor. Alenia Aermacchi ha confermato che si tratta di velivoli di nuova costruzione e non della cessione di esemplari americani, come sostenevano alcune voci. Le prime macchine sono arrivate in Australia nel 2015. I C-27J svolgeranno i compiti degli ormai ritirati De Havilland Canada DHC-4 Caribou.
Il 22 ottobre 2014 il governo della Slovacchia (Veliteľstvo vzdušných síl) ha approvato l’acquisto di 2 velivoli C-27J.

## Versioni speciali

### MC-27J

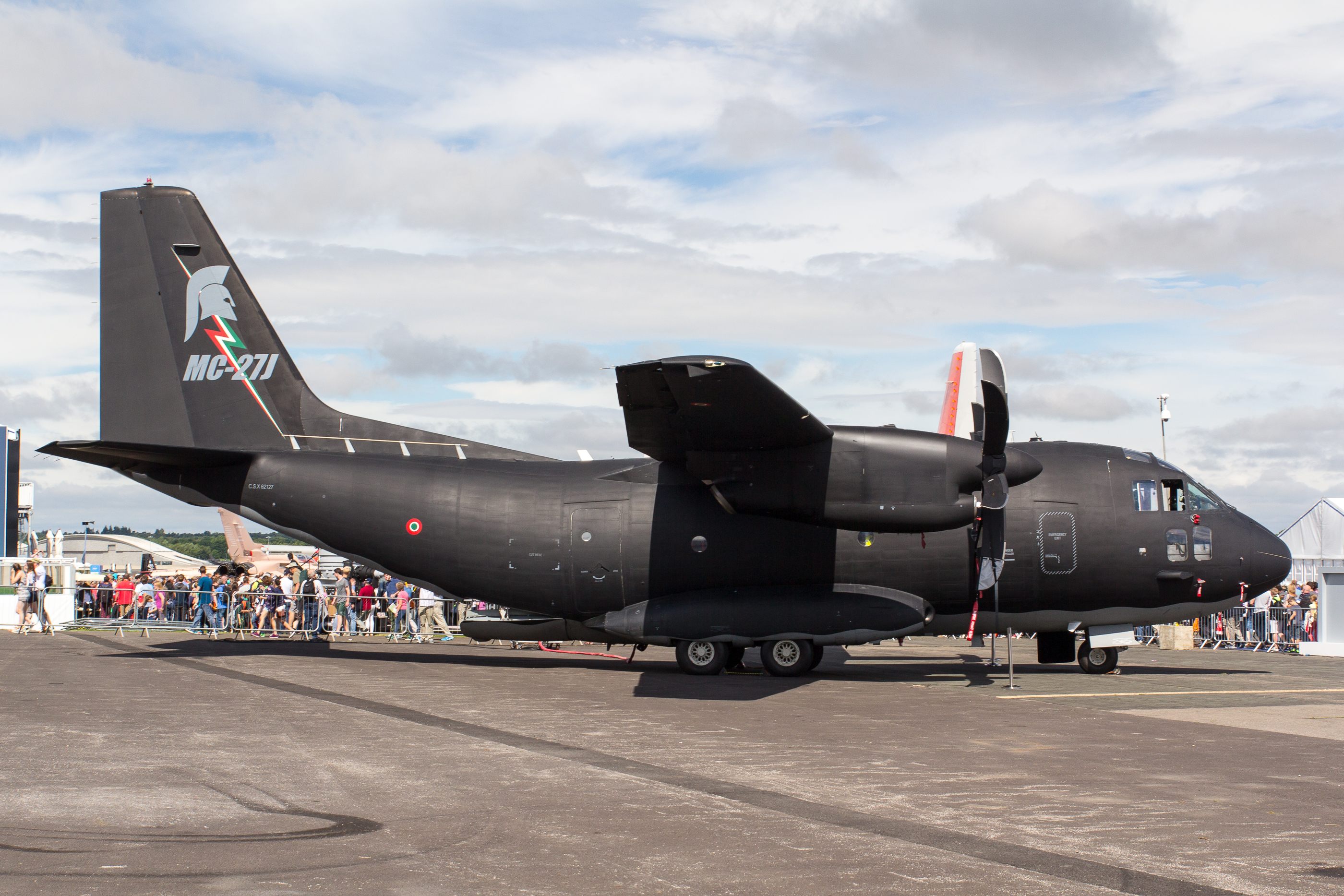
Alenia MC-27J - Farnborough Airshow 2016.

L'MC-27J è una versione sviluppata da Alenia Aermacchi capace di svolgere un'ampia gamma di missioni. Rispetto alle versioni normali è possibile installare una serie di sensori come la torretta Elettro-Ottica/InfraRossi (EO/IR), un radar AESA (Active Electronically Scanned Array), una completa suite di autoprotezione, sistemi di comunicazione avanzati, consolles per la gestione del sistema di missione, degli ampi finestrini d’osservazione (observer windows) per compiti C3-ISR/ISTAR (command, control, communication, intelligence, surveillance, reconnaissance and target acquisition). SIGINT (Signal Intelligence) e MP/SAR/ASW (Maritime Patrol/Search and Rescue/Anti-Submarine Warfare). Per le missioni di supporto alle forze speciali (SOF) e truppe di terra (Combat Support) è possibile impiegare munizionamento di precisione (PGM – Precision Guided Munition).

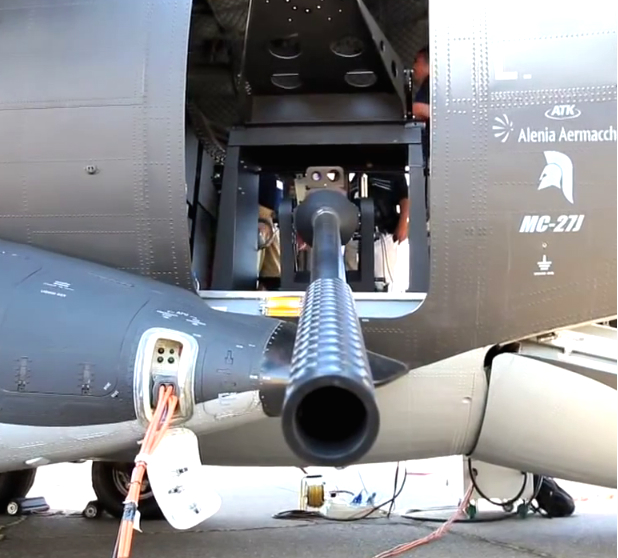
Cannone da 30 mm montato sull'MC-27J.

Si è sperimentato l'impiego di un pallet con cannone, con le prime fasi di studio che si sono concluse nel 2013 in collaborazione con l'USAF. I primi tre MC-27J sono stati consegnati all'Aeronautica Militare Italiana (cliente di lancio) a partire dal 2014, nella configurazione dedicata Praetorian. L'Aeronautica Militare Italiana è tra le poche forze aeree al mondo ad avere cannoniere volanti, insieme all'USAF, all'aeronautica giordana e quella colombiana e la prima in Europa. Sarebbe allo studio anche la possibilità da parte dell'MC-27J di lanciare missili Griffin e portare Viper Strike Bombs. La scelta ricade sul C-27J per le sue ottime doti STOL e l'eccellente manovrabilità. A ottobre 2020, l’annuale Documento Programmatico Pluriennale (DPP) 2020-2022 del Ministero della Difesa italiano, indica la realizzazione del velivolo MC-27J Praetorian in supporto delle operazioni speciali.

### EC-27J "JEDI"
Nel 2010 l'Aeronautica Militare Italiana ha annunciato lo sviluppo di una versione da guerra elettronica del C-27 denominata JEDI (jamming and electronic defense instrumentation). La prima missione operativa per l'EC-27J è stata quella a supporto del contingente ISAF in Afganistan, nel 2012, dove ha volato per 2800 ore di volo in più di 800 missioni. Il 14 dicembre 2014 l'EC-27J ha ufficialmente terminato l'impiego operativo in Afganistan. L'equipaggio dell'EC-27J JEDI è composto da Operatori di Bordo del ReSTOGE (reparto supporto tecnico operativo alla guerra elettronica), facenti capo alla 9ª Brigata Aerea ISTAR-EW di Pratica di Mare (RM), insieme all'operato dei naviganti e degli specialisti del 98º Gruppo Volo della 46ª Brigata Aerea di Pisa. Il 5 febbraio 2021, nell’ambito del Task Group Albatros in Kuwait, sono state celebrate le 5.000 ore di volo per l'EC-27J JEDI a partire dal 10 agosto 2016 in supporto all’operazione “Inherent Resolve” (OIR) in Iraq.

### C-27J FWSAR
Il C-27J FWSAR è una proposta di versione dedicata al soccorso (SAR) nell’ambito del programma FWSAR (fixed wing search and rescue) del governo canadese. Leonardo (come precedentemente Finmeccanica e Alenia) faceva leva sul C-27J per i bassi costi di gestione, l'elevata autonomia della piattaforma e le eccellenti doti STOL. Il velivolo è stato presentato con una livrea gialla con bande rosse sulla fusoliera.
Il 1º dicembre 2016, il governo canadese ha annunciato il Casa C-295W come vincitore del programma FWSAR.

### HC-27J
L'HC-27A è una versione del C-27J sviluppata dalla USCG in collaborazione con Leonardo (precedentemente Finmeccanica e Alenia) che comprende un completo sistema di missione, sensori kit dedicati per le missioni di ricerca e soccorso. L'USCG effettuerà la conversione di 14 C-27J ex-USAF, garantendo la comunanza a livello di avionica e propulsione, con la flotta di HC-130J Hercules in servizio. Dispone del radar multimissione AN/APS-508, con capacità di imaging e modalità di indicatore del bersaglio in movimento. I sedili della cabina di pilotaggio sono compatibili con occhiali per la visione notturna. Come gli altri aerei ad ala fissa della USCG, dispone del sistema di missione Minotaur, che comprende radar di ricerca di superficie, sensori di scoperta elettro-ottici/infrarossi (EO/IR), una suite C4ISR (Command, Control, Communications, Computers, Intelligence, Surveillance and Reconnaissance) e finestrini a bolla di osservazione. I dati possono essere inviati ad altri utenti dell'Homeland Security Department. Il primo esemplare è stato consegnato nel 2017.

### C-27J NG
Il C-27J Next Generation è una nuova versione dotata di nuova avionica e sviluppi aerodinamici, costituiti questi ultimi dalle “winglets”, per una maggiore efficienza operativa e prestazioni ulteriormente migliorate.
La nuova suite avionica di questa nuova versione è appositamente progettata per soddisfare i requisiti del Sistema di Controllo del Traffico Aereo di prossima generazione e include: datalink FANS 1/A+, TCAS 7.1, ILS Cat.II, migliorati video TAWS.
La nuova configurazione comprende nuovi display per il cockpit, l’introduzione di un nuovo radar meteorologico e di un nuovo sistema di navigazione radio. Sono state poi incrementate le capacità del velivolo sia di comunicazione via radio, sia via satellite, aggiungendo anche un nuovo sistema di intercomunicazione. Il C-27J è dotato ora di nuovi pannelli, sia per il cockpit, sia per il cargo e di un sistema di illuminazione basato su tecnologia led oltre a transponder per l’identificazione amico/nemico IFF e capacità di ricerca e soccorso. Le precedenti scatole di interfaccia dell’avionica e dei sistemi di bordo sono state interamente sostituite con nuovi elementi sviluppati dalla Divisione Elettronica di Leonardo.

## Utilizzatori

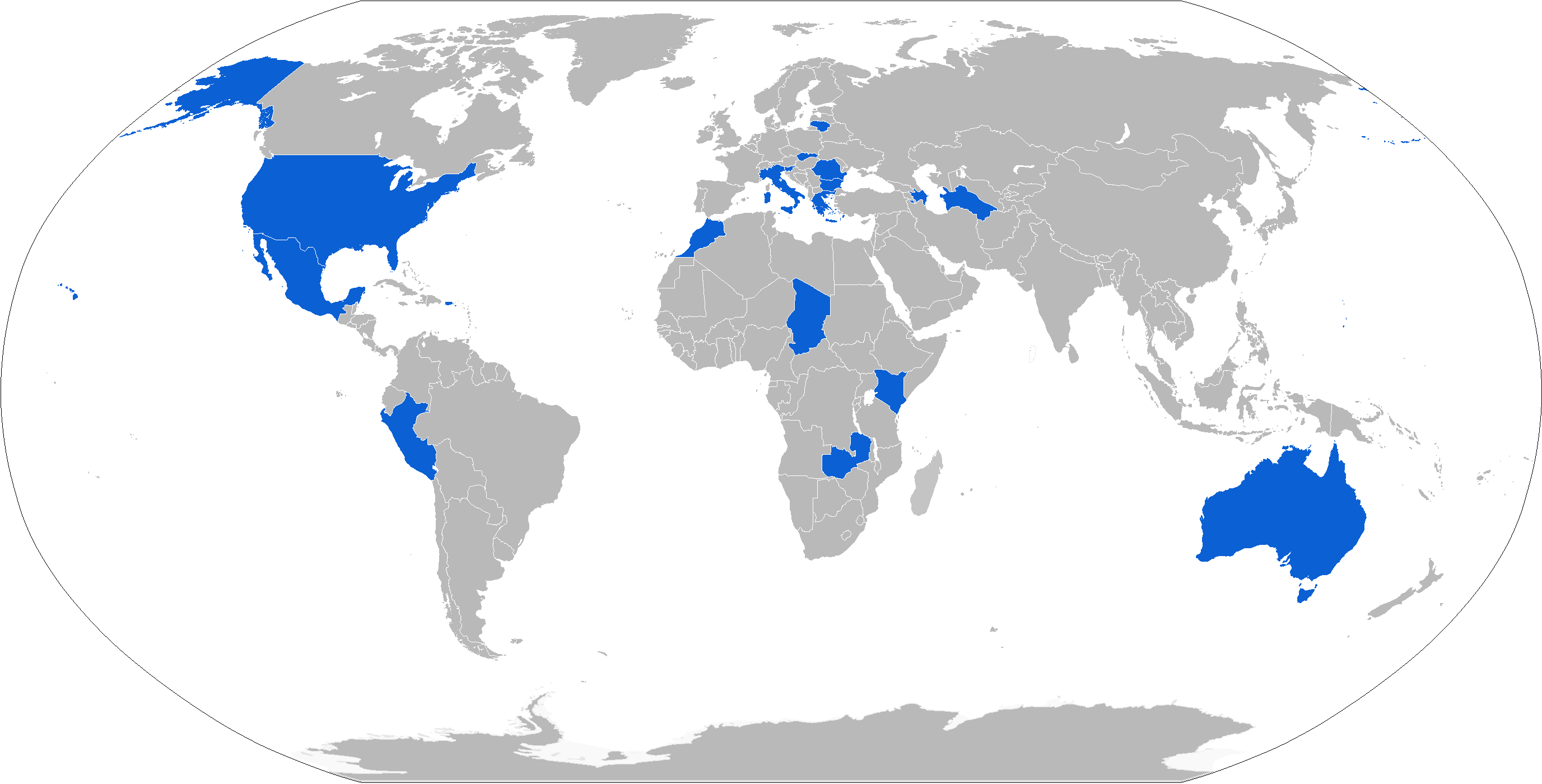
Utilizzatori del C-27J Spartan nel mondo (marzo 2021).

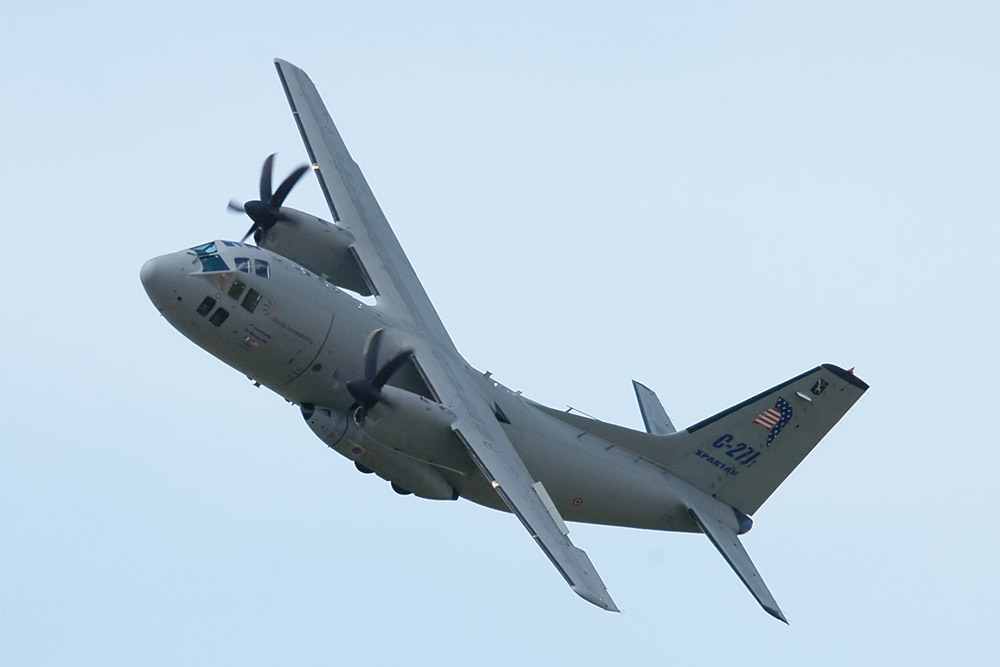
Alenia C-27J Spartan durante l'esibizione nell'ambito del Salone internazionale dell'aeronautica e dello spazio di Parigi-Le Bourget del 2007.

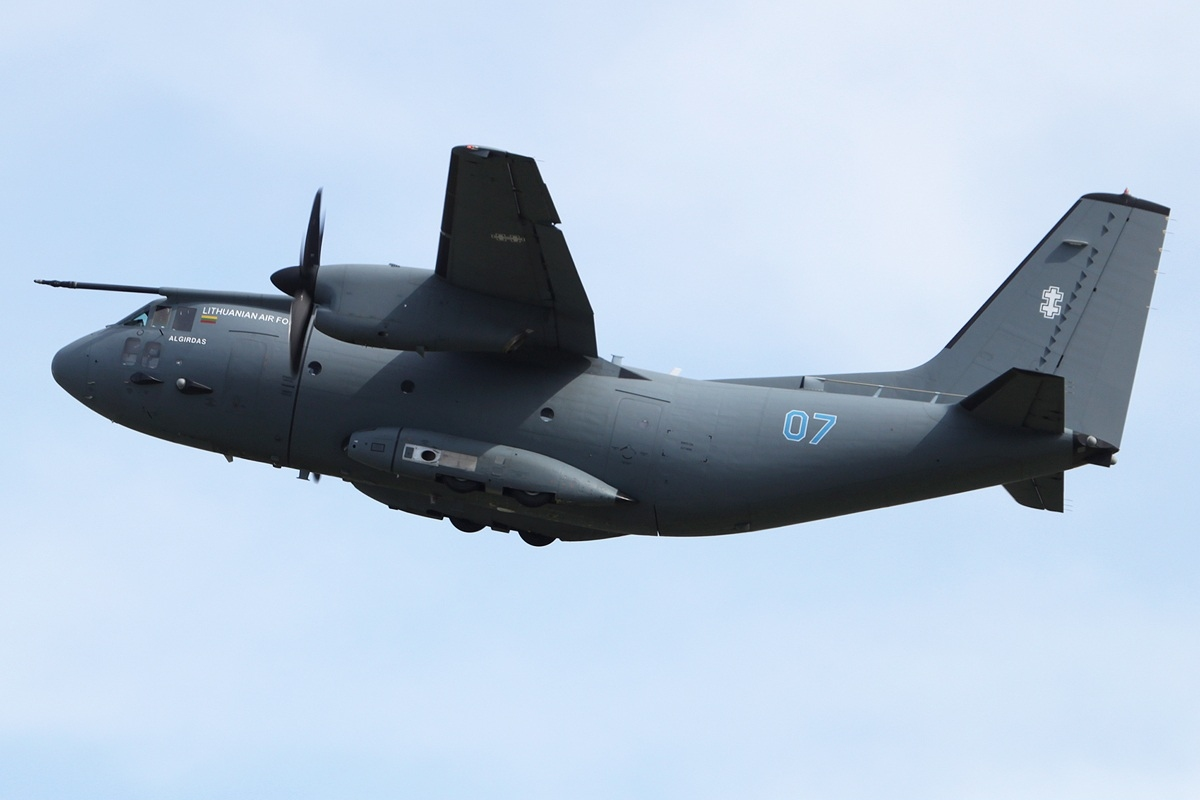
Un C-27J della Lithuanian Air Force.

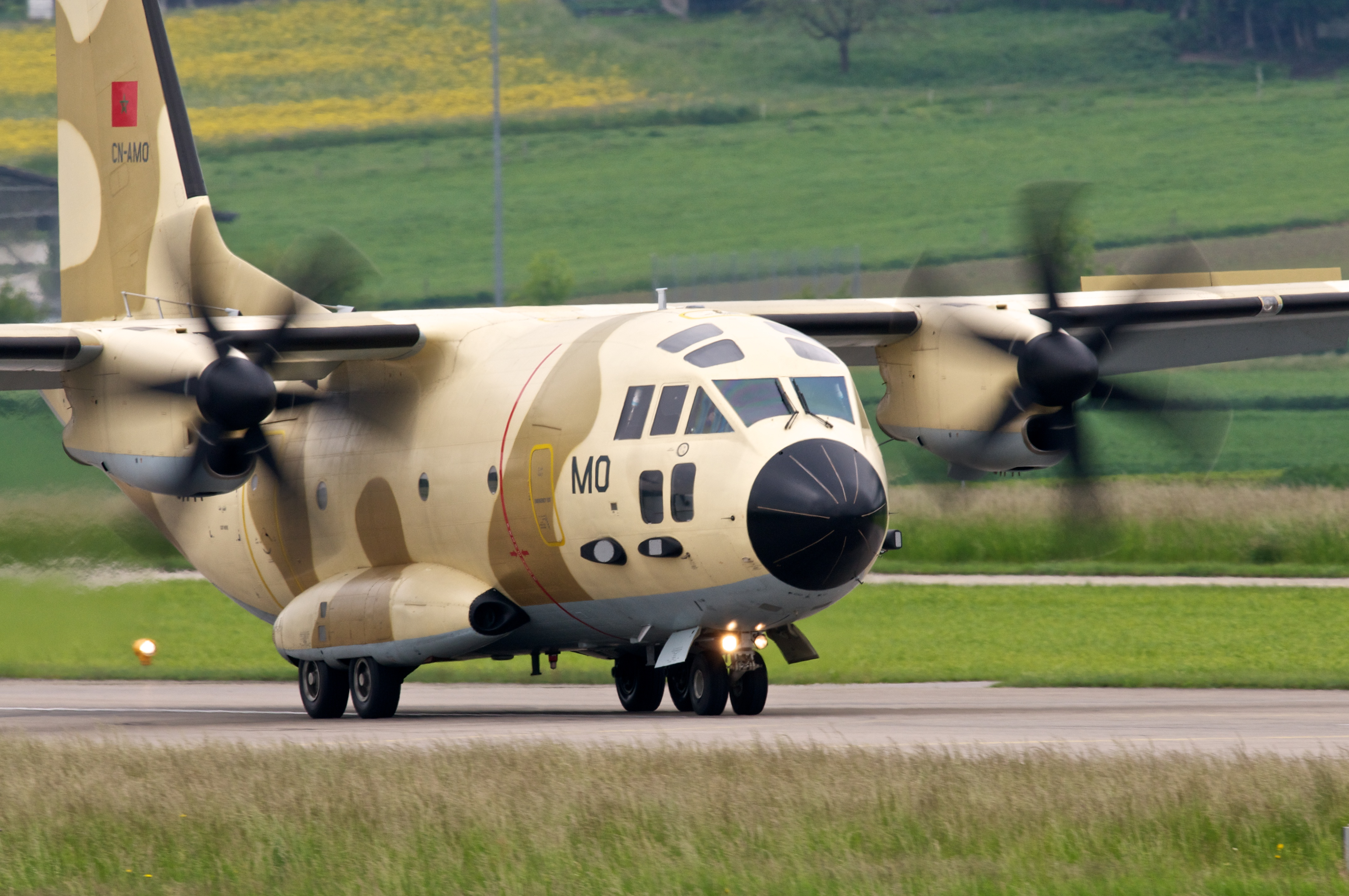
Un C-27J dell'Aeronautica militare del Marocco.

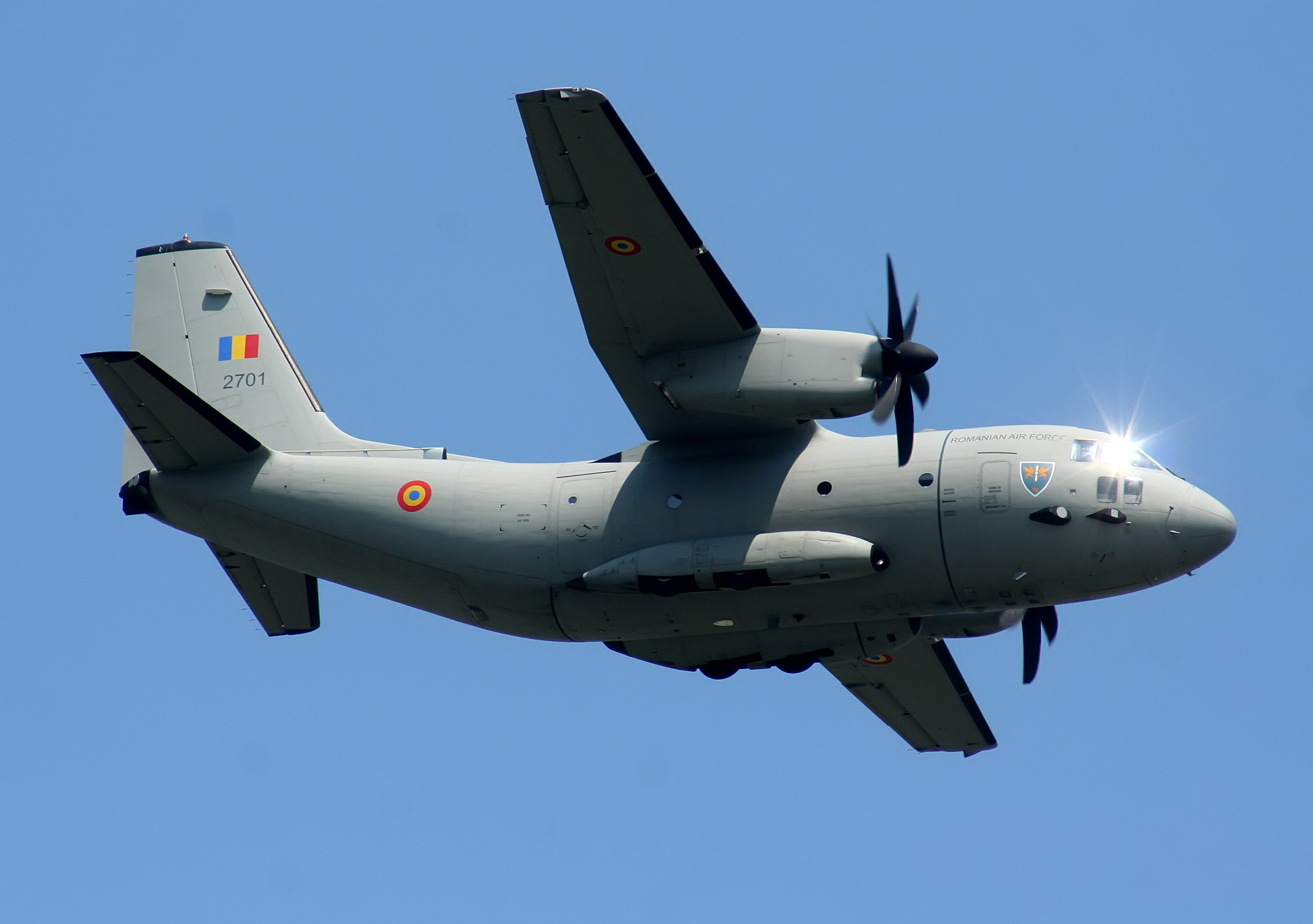
Un C-27J della Romanian Air Force.

### Civili
Arabia Saudita
- Aloula Aviation

2 C-27J NG multiruolo e antincendio ordinati a giugno 2025 con consegne previste a partire dal 2027.

### Militari
Australia
- Royal Australian Air Force
  - 35th Squadron (Amberley)

10 C-27J, ordinati nel 2012 e il primo esemplare consegnato ufficialmente il 30 giugno 2015. All'aprile 2018 risultano consegnati tutti e 10 gli aerei.
 Azerbaigian
- Azərbaycan hərbi hava qüvvələri

L'8 giugno 2023, italiana Leonardo ed il Governo azero, hanno comunicato l'avvenuto ordine per il C-27J. Non sono stati divulgati il numero di aerei ordinati ed i tempi di consegna. Il primo dei due esemplari ordinati è stato consegnato il 26 giugno 2024.
 Bulgaria
- Военновъздушни Сили (Voennovazdushni Sili)
  - 16-та Транспортна Авиогрупа (16-ta Transportna Aviogrupa - 16º Gruppo Aereo da Trasporto) (Sofia)

5 aerei più 3 opzioni ordinati nel 2005, poi ridotti a soli 3 aerei consegnati entro il 2011 e tutti operativi dall'aprile 2017. Al febbraio 2018 restano in servizio 2 aerei, in quanto un esemplare è rimasto danneggiato in un incidente il 19 gennaio 2018, e sarà utilizzato come fonte per parti di ricambio per gli altri due aerei, finché non verrà riparato.
 Ciad
- Force Aérienne Tchadienne
  - Escadrille de Transport (N'Djamena)

2 C-27J, tutti consegnati e operativi al maggio 2018.
 Grecia
- Πολεμική Αεροπορία (Polemiki Aeroporía)
  - 354 Μοίρα Τακτικών Μεταφορών "Πήγασος" (354 Moíra Taktikón Metaforón "Pígasos" - 354º Gruppo Trasporto Tattico "Pegaso") (Elefsis)

8 C-27J consegnati, tutti in servizio al marzo 2021. Inizialmente l'ordine comprendeva 12 esemplari, ma gli ultimi 4 aerei non sono stati acquistati a causa di tagli alla spesa militare.
 Italia
- Aeronautica Militare
  - 98º Gruppo (Pisa)

12 C-27J, tutti consegnati e operativi, l'ultimo è stato consegnato il 22 maggio 2009. Il 19 maggio 2009 la flotta dei C-27J dell'AMI ha raggiunto le 5.000 ore di volo. Tre dei dodici esemplari possono essere riconfigurati nella versione da guerra elettronica EC-27J JEDI EC-27J JEDI (Jamming and Electronic Defense Instrumentation), e distinguibili dalla presenza di una serie di antenne sotto la fusoliera.
 Kenya
- Kenya Air Force
  - Transport Squadron (Mombasa)

3 C-27J ordinati a febbraio 2018. I primi due esemplari sono stati consegnati a febbraio 2020, l'ultimo a settembre dello stesso anno.
 Lituania
- Karinės oro pajėgos
  - Transporto Eskadrile (Siauliai/Zokniai)

3 C-27J, tutti consegnati e operativi all'agosto 2020;
 Marocco
- Forces royales air
  - Escadre de Transport (Kénitra)

4 C-27J, tutti consegnati e operativi al marzo 2017.
 Messico
- Fuerza Aérea Mexicana
  - Escuadrón Aéreo 302 (Santa Lucia)

4 C-27J, ordinati nel 2011, tutti consegnati e operativi al dicembre 2023.
 Perù
- Fuerza Aérea del Perú
  - Escuadrón de Transporte 844 (Lima/Callao)

2 C-27J acquistati a novembre 2013 e 2 alla fine del 2014, con consegne completate tra marzo 2015 e dicembre 2017. Opzione per ulteriori 2 esemplari esercitata a luglio 2024.
 Romania
- Forțele Aeriene Române
  - Escadrila 902 Transport Aerian și Recunoaștere (902ª Squadriglia Trasporto aereo e Ricognizione) (Bucarest)

7 C-27J, ordinati a dicembre 2007, consegnati tra l'aprile 2010 ed il gennaio 2015.
 Slovacchia
- Veliteľstvo vzdušných síl
  - 1. Dopravná Letka (1º Gruppo Trasporto) (Malacky-Kuchyña)

2 C-27J, firmato contratto dal Governo il 29 ottobre 2014 per la fornitura di due velivoli C-27J. Il primo esemplare è stato consegnato ad ottobre 2017. Entrambi consegnati all'aprile 2018. Tutti in servizio al marzo 2019.
 Slovenia
- Brigada zračne obrambe in letalstva Slovenske vojske

1 C-27J selezionato il 17 novembre 2021, ordinato il 31 marzo 2022. Primo esemplare consegnato il 20 dicembre 2023. Un secondo esemplare è stato ordinato il 19 settembre 2023 e consegnato il 17 dicembre 2024.
 Stati Uniti
- United States Army
  - USASOAC Flight Company (Fort Bragg - NC)

21 C-27J consegnati. Inizialmente l'ordine era di 78 velivoli, successivamente ridotto a soli 21. 14 velivoli sono stati in seguito assegnati alla USCG, i rimanenti 7 all’United States Army Special Operations Aviation Command (USASOAC). A febbraio 2023 è stato annunciato che entro gennaio 2030, i sette esemplari in servizio saranno aggiornati dall'italiana Leonardo con il kit di aggiornamento avionico C-27J 1.2+.
- United States Coast Guard
  - Coast Guard Aviation Training Center (Mobile - AL)
  - 11th Coast Guard District (Sacramento - CA)

14 HC-27J ricevuti a partire dal 2016 e tutti in servizio al giugno 2019.
 Tanzania
- Jeshi la Anga la Wananchi wa Tanzania

2 C-27J ordinati il 9 gennaio 2024.
 Turkmenistan
- Wojenno-Wosduschnije Sily

2 C-27J ordinati, il primo consegnato il 6 giugno 2021, il secondo il 30 luglio dello stesso anno.
 Zambia
- Zambian Air Force
  - No.9 Air Transport Support Command (Lusaka)

2 C-27J ordinati a settembre 2015 e consegnati a giugno 2019.